# Floating-Harbor-Syndrom
Das Floating-Harbor-Syndrom ist eine seltene angeborene Form des Kleinwuchses mit Gesichtsauffälligkeiten und verzögerter Sprachentwicklung.
Synonyme sind: Floating-Harbor-Minderwuchs; Pelletier-Leisti Syndrom; Leisti-Hollister-Rimoin-Syndrom (nach den Autoren einer Mitteilung von 1975).
Die Erstbeschreibung stammt aus dem Jahre 1973 durch die US-amerikanischen Kinderärzte und Genetiker G. Pelletier und M. Feingold.
Die Namensgebung bezieht sich auf die Krankenhäuser mit den beschriebenen Patienten Boston Floating Hospital und Harbor Hospital in Kalifornien und wurde von Pat L. Robinson und Mitarbeitern im Jahre 1988 geprägt.

## Verbreitung
Die Häufigkeit wird mit unter 1 : 1.000.000 angegeben, bislang wurde über mehr als 100 Betroffene berichtet. Meist tritt die Erkrankung sporadisch auf, es gab aber auch Fälle mit autosomal-dominanter Vererbung.

## Ursache
Der Erkrankung liegen – zumindest teilweise – Mutationen im SRCAP-Gen auf Chromosom 15 Genort p11.2 zugrunde, welches für das SNF2-Related CBP Activator Protein kodiert, das bei der Chromatin-Remodellierung beteiligt ist.

## Klinische Erscheinungen
Diagnostische klinische Kriterien sind:
- Kleinwuchs mit Endgröße bei 140 cm
- verzögerte Skelettreife
- Dreieckiges Gesicht mit großer Nase mit breitem Nasenrücken, kurzer Oberlippe, kräftigem Kinn und tiefliegenden Augen.
- Ausgeprägte Verzögerung der Sprachentwicklung

Mitunter Hirsutismus, Klinobrachydaktylie des Kleinfingers, Brachydaktylie, Zöliakie, Klavikulapseudarthrose, überstreckbare Gelenke sowie Zahnauffälligkeiten.

## Diagnose
Im Röntgenbild zeigt sich stets ein deutlich verzögertes Knochenalter.

## Differentialdiagnose
Differentialdiagnostisch sind vor allem das Silver-Russell-Syndrom, 3M-Syndrom, Rubinstein-Taybi-Syndrom und das Mikrodeletionssyndrom 22q11, aber auch das SHORT-Syndrom abzugrenzen.

## Therapie
Eine ursächliche Behandlung ist nicht möglich, eventuell kann eine Behandlung mit Wachstumshormonen erfolgversprechend sein.